# علي الغروي
علي بن أسد الغروي التبريزي (1349 هـ - 1419 هـ). هو مرجع شيعي اثني عشري إيراني متوفى.
ابتدأ الدراسة الحوزوية في مسقط رأسه - تبريز - وهو لم يتم السنة السادسة من عمره، وبعد أن أنهى دراسة «المقدمات» وجزءاً من مرحلة «السطوح العالية» في مدينة تبريز؛ سافر إلى مدينة قم لمواصلة دراسته الحوزوية، وعندما بلغ عمره ستّة عشر عاماً أخذ يحضر دروس البحث الخارج، وبقي مواظباً على ذلك مدة خمس سنوات، حتى سافر إلى مدينة النجف لمواصلة الدرس والتدريس واستقر فيها لآخر أيام حياته.

## أساتذته
محمد حجت الكوهكمري،
أبو القاسم الخوئي،
أحمد الخونساري،
حسين الحلي،
عباس علي الشاهرودي،
باقر الزنجاني.

## تلامذته
آية الله المرجع الميرزا علي آل جميل 
- صالح الطائي
- محمد رضا الطباطبائي التبريزي،

- علاء الدين الغريفي،

- علي آل محسن،

- محمد أمين المامقاني،

- عبد الحسين آل صادق.[1]
- حسن الكوفي[2]

## المؤلفات
- التنقيح في شرح العروة الوثقى. موسوعة تقع في خمسة عشر مجلداً، وهي تقريرات درس أستاذه أبي القاسم الخوئي في الفقه،[1] وقد طبع منها مجلد واحد في الاجتهاد والتقليد وعشرة مجلدات في الطهارة ومجلد واحد في الصلاة، ولا تزال بعض المجلدات مخطوطةً.[3]
- الفتاوى المستنبطة. هي رسالته العملية في العبادات والمعاملات.
- موجز الفتاوى المستنبطة. موجز مختصر للرسالة العملية.
- مناسك الحج.[3]

### المؤلفات المخطوطة
- دورة أصولية كاملة لبحث أستاذه حسين الحلي.
- دورة أصولية كاملة لبحث أستاذه محمد باقر الزنجاني.
- شرح استدلالي على المكاسب.
- تعليقة على الكفاية. تعليق توضيحي وبياني على كتاب «كفاية الأصول» للآخوند الخراساني.
- رسالة في قاعدة الطهارة.
- رسالة في قاعدة التجاوز.
- رسالة في قاعدة اليد.
- رسالة في الرضاع.
- المكاسب المحرمة.
- البيع.
- الخيارات.
- خمس دورات في علم الأصول.
- طائفة كبيرة من تقارير الأبحاث المختلفة.
- تسنيد الفتاوى المستنبطة. هو بيان لمستند فتاواه المذكورة في رسالته العملية الموسومة بـ«الفتاوى المستنبطة»، ويُقال أن هذا الكتاب يقع في أكثر من ثمانين مجلداً.[3]

## مقتله
قُتل في الثالث والعشرين من صفر 1419 هـ في الطريق بين مدينتي النجف وكربلاء، ودُفن بمقبرة وادي السلام في النجف. تُوجه الاتهامات للنظام العراقي السابق - إبان حكم حزب البعث العربي الاشتراكي - بالتورط في قتله.